# Toyota Sienta
La Toyota Sienta (in giapponese:トヨタ・シエンタ, Hepburn: Toyota Shienta) è una monovolume prodotta dalla casa automobilistica giapponese Toyota a partire dal settembre 2003.

## Contesto
La vettura è una piccola monovolume 
basata sulla Yaris e caratterizzata dalla presenza di portiere posteriori scorrevoli, introdotta nel settembre 2003 sul mercato nipponico e venduta in Asia nei mercati di Hong Kong, Singapore, Indonesia, Taiwan, Laos e Thailandia.
Il nome "Sienta" deriva dalla parola spagnola "siete", che significa "sette" (in riferimento alla disponibilità di trasportare sette passeggeri a bordo).

## Prima generazione (XP80; 2003-2015)

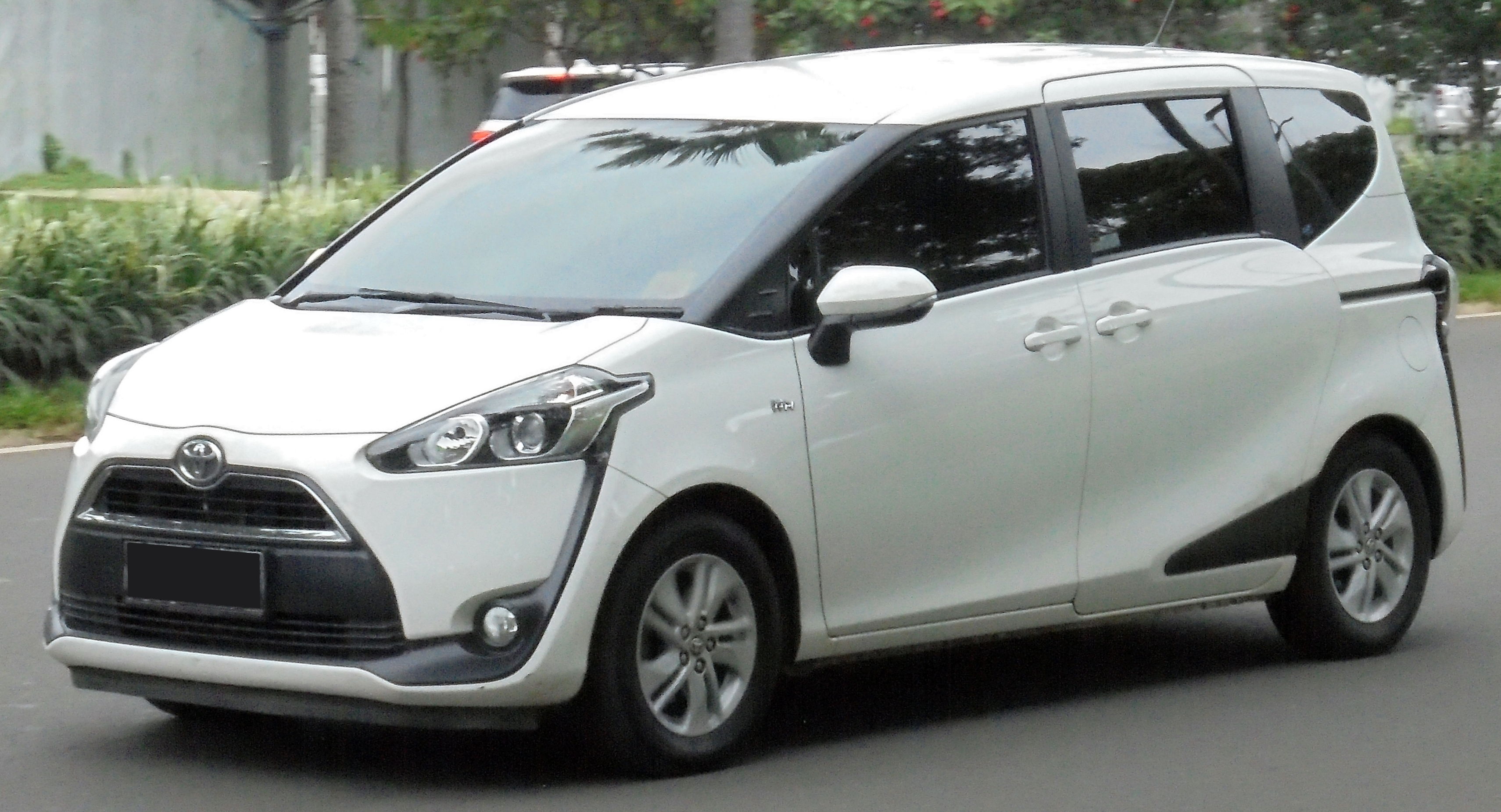
Sienta IIª 2017

La prima generazione Sienta è stata introdotta in Giappone il 29 settembre 2003.
La Sienta ha ricevuto un primo restyling il 16 maggio 2006, 3 anni dopo il suo esordio sul mercato, caratterizzato da nuovi colori e le doppie porte scorrevoli elettriche.
Ad alimentarla c'è un motore a benzina VVT-i da 1,5 litri in grado di erogare 82 kW (111 CV) a 6000 giri/min, abbinato ad un cambio CVT. L'ABS e l'EBD sono di serie.

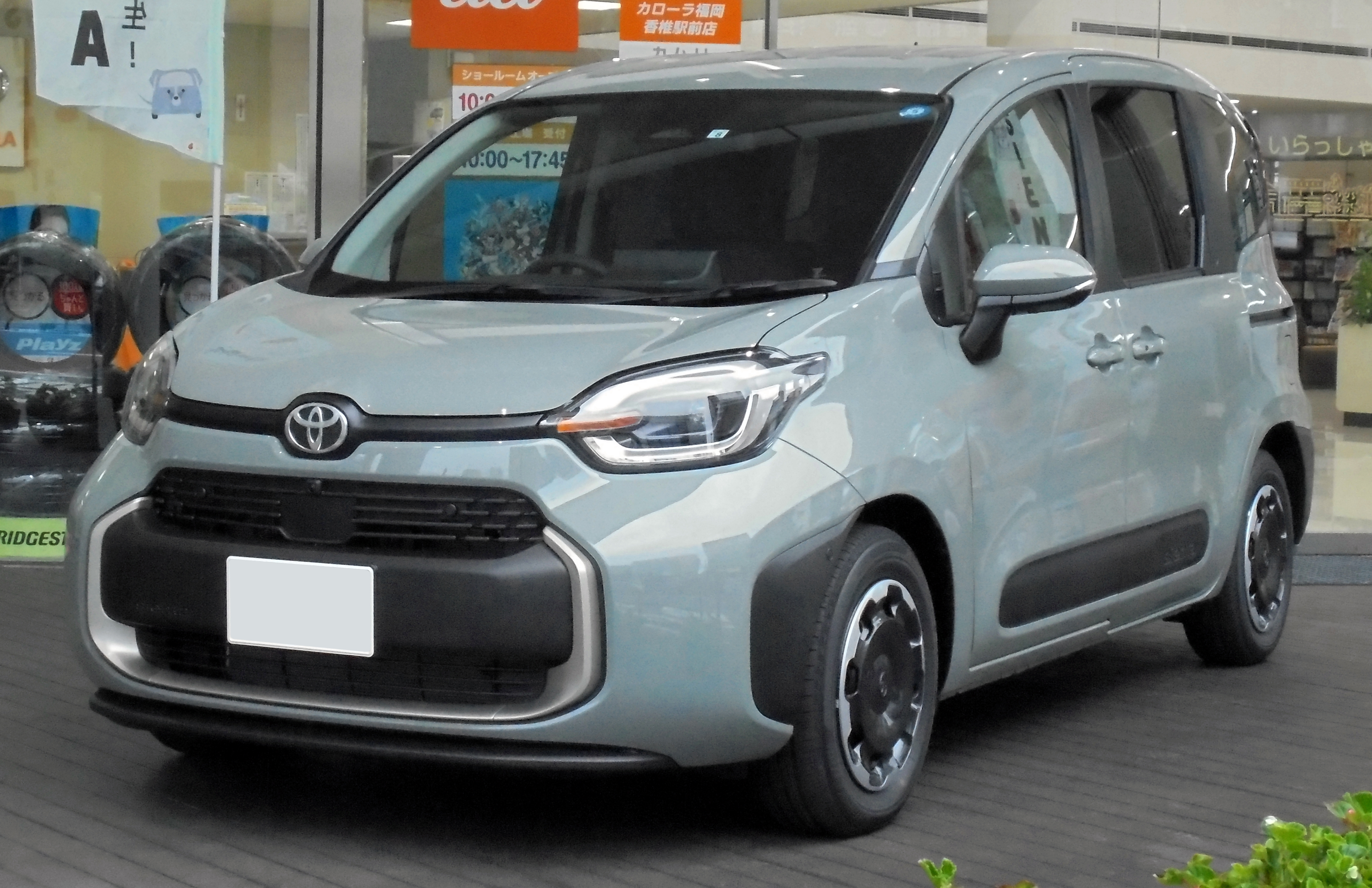
Sienta IIIª 2022

## Seconda generazione (XP170; 2015-2022)
La seconda generazione ha debuttato il 9 luglio 2015.
La vettura offre tre allestimenti interni: a 7 posti, 6 posti e 5 posti. Lo spazio interno è stato aumentato in tutte le aree rispetto alla generazione precedente. C'è anche una variante ibrida, che affianca la classica motorizzazione endotermica. Per la prima volta viene reso disponibile di serie il “Sistema Stop & Start”.
La vettura è stata ad un restyling che ha esordito l'11 settembre 2018, che comprende una calandra leggermente rivista con motivi tratteggiati e finiture cromate.

## Terza generazione (XP210; 2022-)
La terza generazione della Sienta è stata lanciata in Giappone il 23 agosto 2022 e viene costruita sulla piattaforma GA-B condivisa con la coeva Yaris.